# Радянський статистик (видання)
«Радянський статистик» — друкований орган Центрального статистичного управління УРСР, виходив у 1924-31 у Харкові з різною періодичністю (тижневик, двотижневик і місячник); редактор М. Авдіенко.